# Čakov (Benešovi járás)
Čakov település Csehországban, a Benešovi járásban. Čakov Divišov, Ostředek, Teplýšovice és Kozmice településekkel határos. Lakosainak száma 128 fő (2024. január 1.).

## Népesség
A település lakosságának változását az alábbi diagram mutatja:
| Lakosok száma | 307  | 311  | 260  | 177  | 109  | 109  | 126  | 127  | 132  | 128  |
|               | 1869 | 1890 | 1921 | 1950 | 1980 | 2001 | 2017 | 2019 | 2022 | 2024 |